# Красиловка (Акмолинская область)
Красиловка (каз. Красиловка) — село в Зерендинском районе Акмолинской области Казахстана. Входит в состав Викторовского сельского округа. Код КАТО — 115643480.

## География
Село расположено на юге района, в 25 км на юг от центра района села Зеренда, в 7 км на юго-запад от центра сельского округа села Викторовка. 
Через село проходит автодорога Р-12 (Кокшетау — Атбасар).

### Улицы[2]
- ул. им. Богенбай би,
- ул. Жастар.
- ул. Орталык.

### Ближайшие населённые пункты
- посёлок Айдабол в 3 км на западе,
- село Викторовка в 7 км на северо-востоке.

## Население
В 1989 году население села составляло 519 человека (из них русских 40%, казахов 38%).
В 1999 году население села составляло 474 человека (232 мужчины и 242 женщины). По данным переписи 2009 года, в селе проживало 388 человек (194 мужчины и 194 женщины).
| Численность населения | Численность населения | Численность населения |
| 1989                  | 1999                  | 2009                  |
| --------------------- | --------------------- | --------------------- |
| 519                   | ↘474                  | ↘388                  |